# Nazionali maschili di pallavolo nordamericane
Le nazionali maschili di pallavolo nordamericane sono poste sotto l'egida della NORCECA: queste nazionali partecipano sia agli eventi organizzati dalla NORCECA, e quindi i campionati continentali, sia a quelli organizzati dall'FIVB.
Le squadre inserite in questo raggruppamento in realtà non sono tutte nordamericane, ma sono inserite anche le squadre dell'America centrale e della zona caraibica: attualmente le nazionali guidate dalla NORCECA sono 35.
Le nazionali più rappresentative sono Stati Uniti e Cuba, e negli ultimi anni Porto Rico, mentre di seconda fascia le nazionali di Messico e Canada. Il resto delle nazionali hanno un livello di gioco scarso e spesso non partecipano neanche ai campionati continentali.

## Squadre
| - Anguilla - Antigua e Barbuda - Antille Olandesi - Aruba - Bahamas - Barbados - Belize - Bermuda - Canada - Costa Rica |  | - Cuba - Dominica - El Salvador - Giamaica - Grenada - Guadalupa - Guatemala - Haiti - Honduras - Isole Cayman |  | - Isole Vergini Americane - Isole Vergini Britanniche - Martinica - Messico - Montserrat - Nicaragua - Panama - Porto Rico - Rep. Dominicana - Saint Kitts e Nevis |  | - Saint Vincent e Grenadine - Saint Lucia - Stati Uniti - Suriname - Trinidad e Tobago |

## Graduatoria
| Graduatoria NORCECA nazionali maschili agg. al 25 agosto 2008 |                                             |       |                      |
| Posiz                                                         | Nazione                                     | Punti | Graduatoria mondiale |
| 1                                                             | Stati Uniti                                 | 257   | 2                    |
| 2                                                             | Porto Rico                                  | 91.5  | 9                    |
| 3                                                             | Cuba                                        | 46    | 20                   |
| 4                                                             | Canada                                      | 43.8  | 21                   |
| 5                                                             | Barbados                                    | 16.8  | 32                   |
| 6                                                             | Rep. Dominicana                             | 15    | 35                   |
| 7                                                             | Messico                                     | 14.3  | 36                   |
| 8                                                             | Trinidad e Tobago                           | 13.5  | 39                   |
| 9                                                             | Panama                                      | 8.3   | 55                   |
| 10                                                            | Guatemala                                   | 7.5   | 56                   |
| 11                                                            | Costa Rica                                  | 6.8   | 62                   |
| 12                                                            | Giamaica Saint Lucia                        | 6     | 66                   |
| 14                                                            | Antille Olandesi Saint Kitts e Nevis        | 5.3   | 73                   |
| 16                                                            | Isole Vergini Britanniche Dominica Honduras | 4.5   | 81                   |
| 19                                                            | Anguilla Isole Cayman Nicaragua             | 3.8   | 92                   |
| 22                                                            | Aruba                                       | 0     | 110                  |